# Sauromatum
Sauromatum Schott è un genere di piante della famiglia delle Aracee.

## Tassonomia
Comprende le seguenti specie:
- Sauromatum brevipes (Hook.f.) N.E.Br.
- Sauromatum brevipilosum (Hett. & Sizemore) Cusimano & Hett.
- Sauromatum diversifolium (Wall. ex Schott) Cusimano & Hett.
- Sauromatum gaoligongense J.C.Wang & H.Li
- Sauromatum giganteum (Engl.) Cusimano & Hett.
- Sauromatum hirsutum (S.Y.Hu) Cusimano & Hett.
- Sauromatum horsfieldii Miq.
- Sauromatum meghalayense D.K.Roy, Talukdar, B.K.Sinha & Dutta Choud.
- Sauromatum tentaculatum (Hett.) Cusimano & Hett.
- Sauromatum venosum (Dryand. ex Aiton) Kunth